# サンタ・マリア・イン・トラステヴェレ聖堂

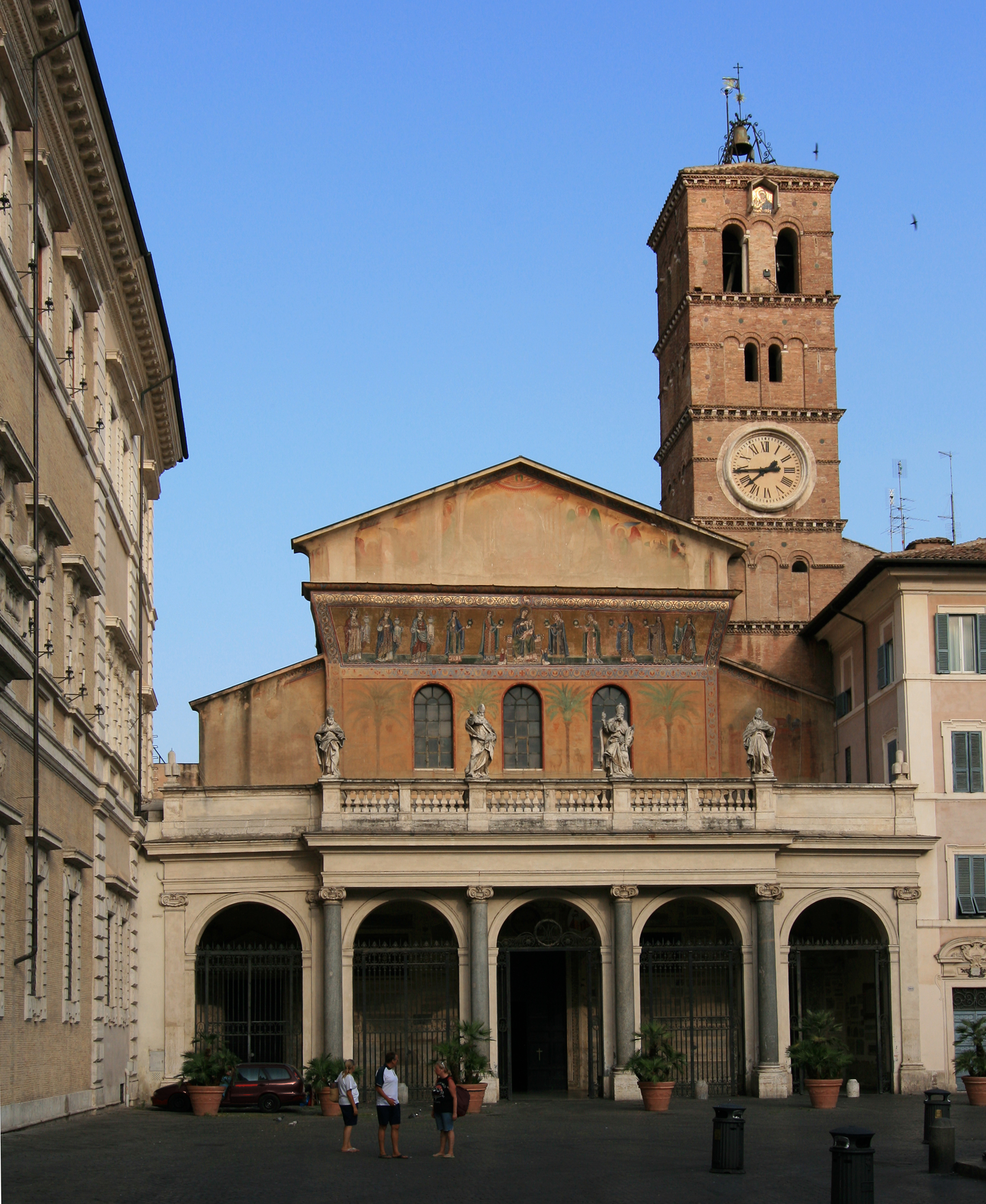
サンタ・マリア・イン・トラステヴェレ聖堂のファサード

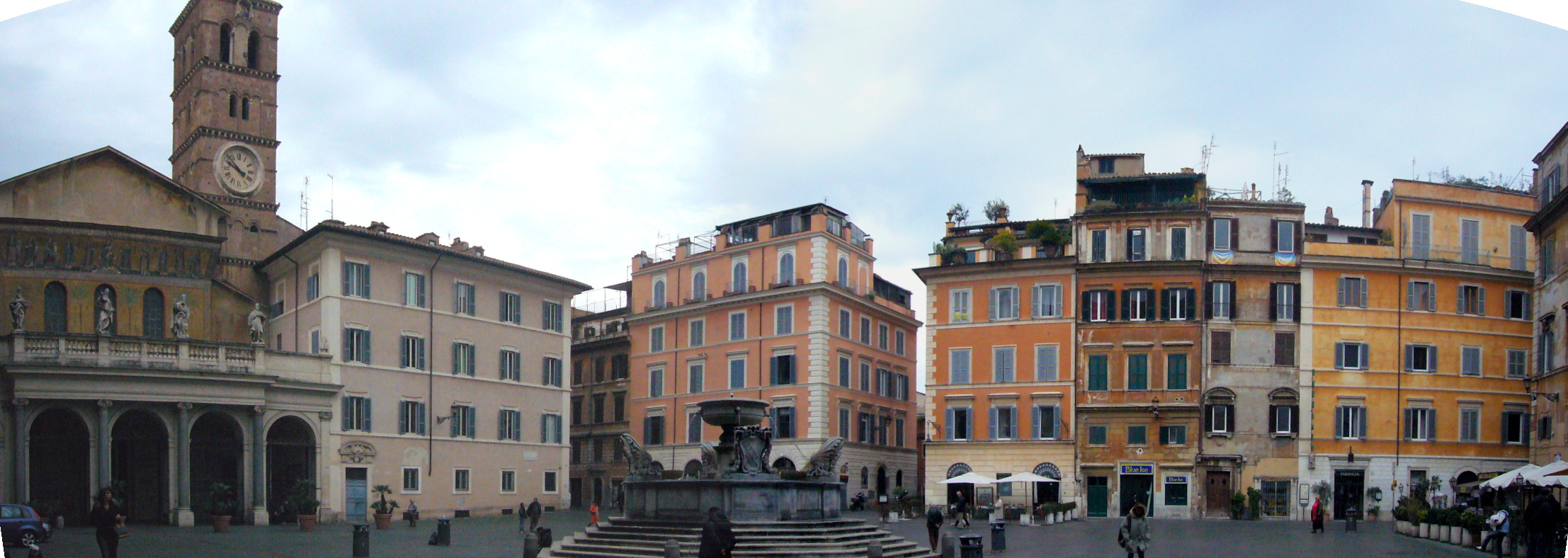
サンタ・マリア・イン・トラステヴェレ広場（後述の聖堂の前）。夜はライトアップされ、若者が集まるという。中央の噴水はカルロ・フォンターナの作

サンタ・マリア・イン・トラステヴェレ聖堂 (Basilica di Santa Maria in Trastevere) はイタリアローマのトラステヴェレ地区に現存する聖堂である。すでに５世紀末の教会会議参加者リストにその名が記されているが、元々はティトゥルス・ユウリ・エト・カリスティという名であった。222年に殉教した司教カリストゥスを記念して、司教ユリウスが建造させたとされる。現在の建築は12世紀の教皇インノケンティウス２世による全面的な改築後のものである。現在の聖堂、東面にあるファサードの金モザイクが目をひく。建築様式としてはロマネスクに分類される。

## 歴史
キリスト誕生前の紀元前38年、のちに聖堂の建つこの場所に突如として油のような液体が噴出し、その噴出が1日中続いたという伝説がある。当時この界隈に住んでいたユダヤ人の間ではメシア到来の兆し、などと騒ぎになったという。もっともこの「メシア＝キリスト」を示唆するエピソードはあくまでも伝説の類の話であり、実際の聖堂の縁起は次のようであった。
当初の教会は現在地の近所にあった、教会と言うより民家を改造しただけの造作に過ぎなかった。その後、現在の場所に4世紀中ごろに聖堂が建設された。もっともこの聖堂も410年のゴート族によるローマ劫掠で被災してしまい、のちに立て替えた際にはじめて聖母マリア（サンタ・マリア）に捧げられた。その後もたびたび改修されたが、やがて放置されるようになってしまっていたものを、12世紀半ばにインノケンティウス2世によって今も残る聖堂として、ファサードのモザイクと鐘塔も込みで改築された。
その後は13世紀に後陣円蓋のモザイクが作成され、16世紀には格天井、17世紀には後陣下段のフレスコ画と、長い年月の果てに聖堂は整えられていった。身廊部分の床装飾と、ファサードのモザイクの上下に見られるフレスコ画（1世紀以上の風雨により薄くなってしまっている）は19世紀に整備されたものである。
現代では、ローマにおける聖母に捧げられた教会のうちでも最も重要と評される聖堂のひとつに位置づけられている。

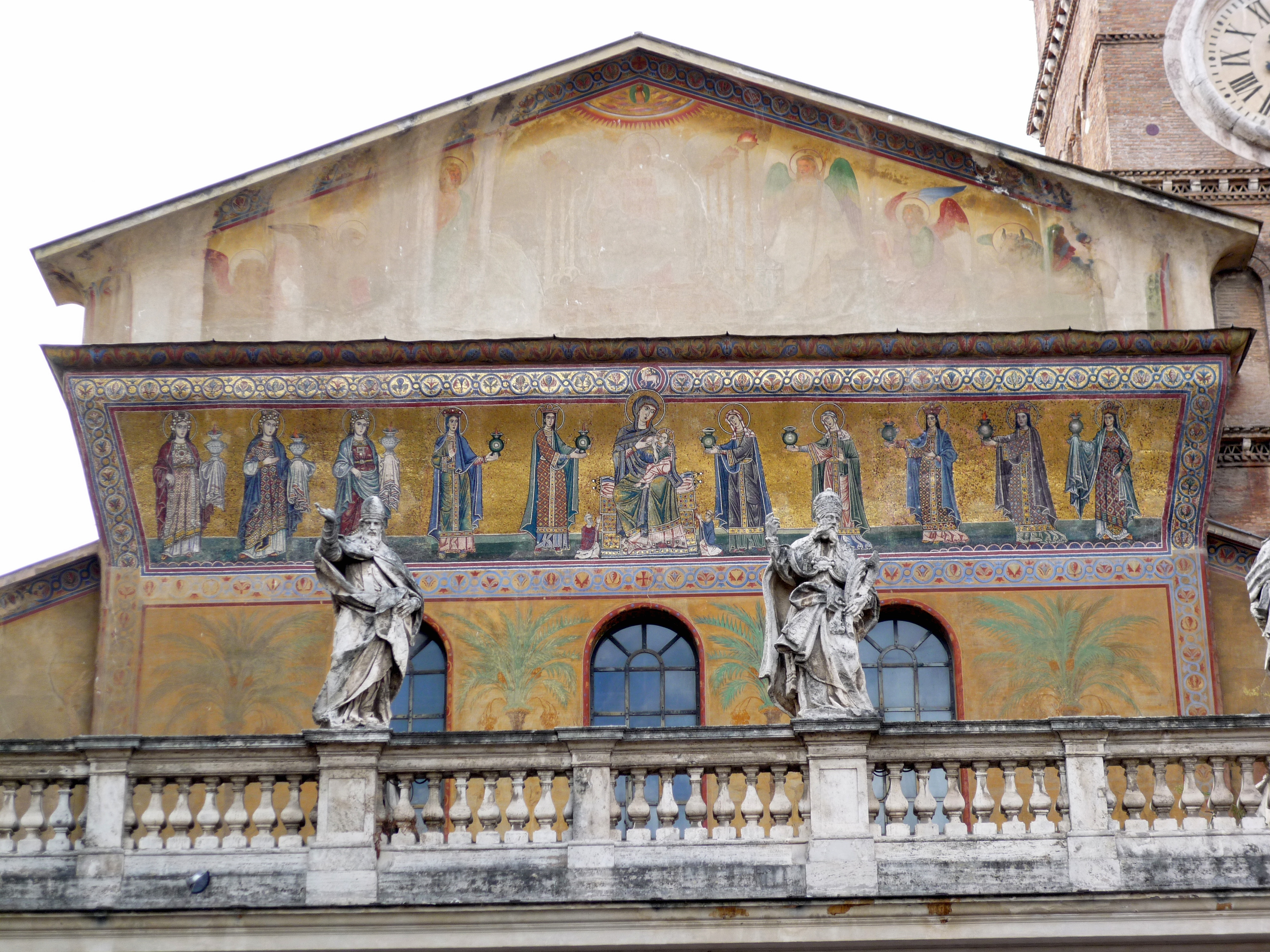
ファサードのモザイクとフレスコ画

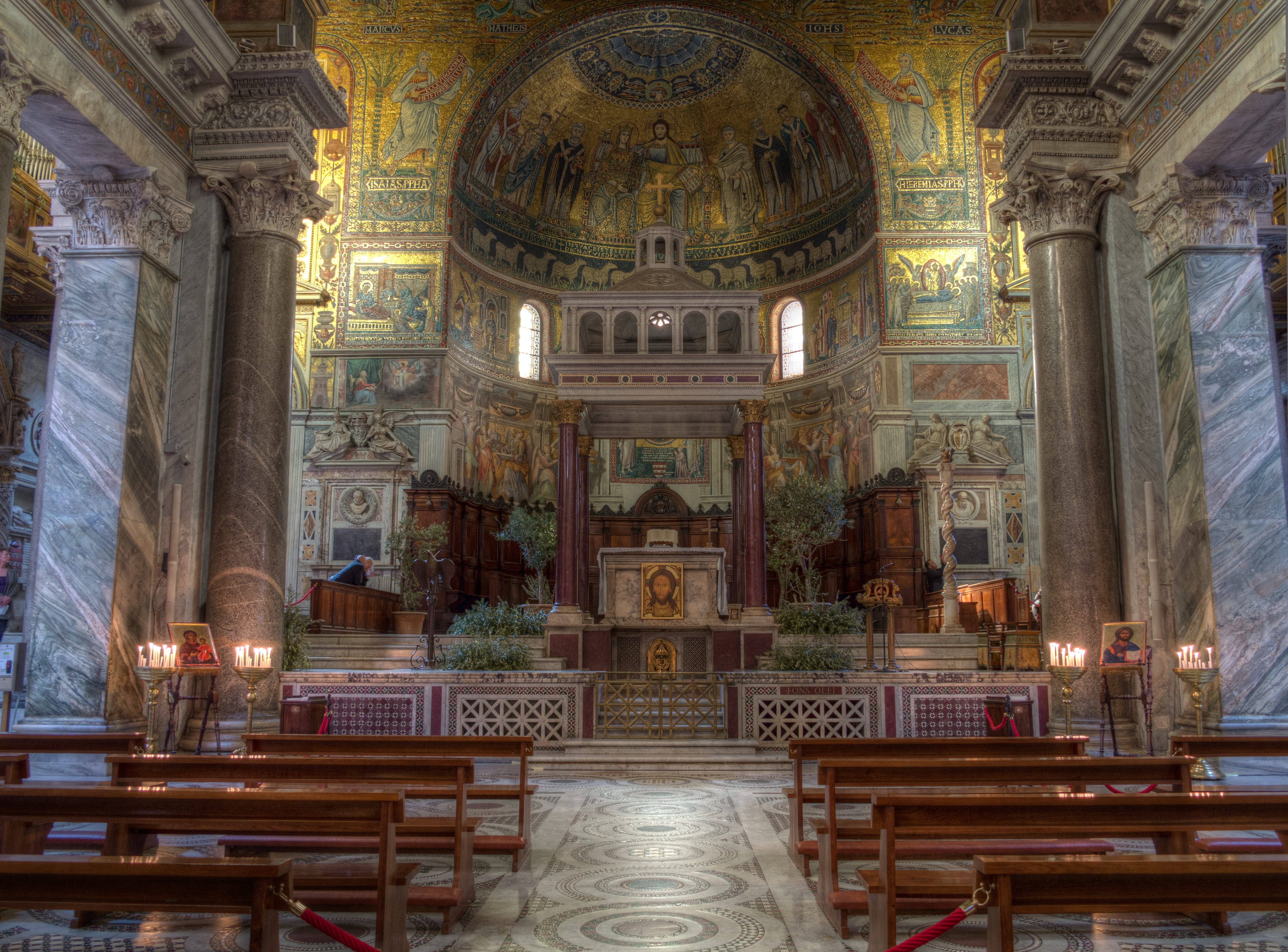
身廊からみた内陣図。イエスのイコンの右下、舞台基壇の上部に“ FONS OLEI ”とある。

## 建築
建築自体はロマネスクに分類されるが、内部にある古代風の円柱やファサードのポルチコ上部の彫像などロマネスク以外の要素も見られる。
聖堂東のサンタ・マリア・イン・トラステヴェレ広場 (Piazza di Santa Maria in Trastevere) に正面を向けたファサードは、まず上部にテラスの付属したポルチコ（ナルテックス）を構えており、そのテラス奥に見える壁面には12世紀のモザイクと、その上下には色あせてしまったフレスコ画が描かれている。モザイクは『授乳の聖母』の図像を中心とし、左右に5人ずつの乙女を配したものである。聖母の足元の小さな2人は寄進者を表現している。 北側に見える塔は併設されている鐘楼である。
ポルチコへ足を踏み入れると、そこからは3つの扉口が教会堂内部の主身廊と両側廊へ続いている。すなわち三廊構成のバシリカ式平面を持ち、身廊と側廊を隔てる柱列は古代風で、ロマネスク特有のアーチ形状ではなく、エンタブラチュアを見せ、その上部には高窓が配され外光を採り入れている。古代風の花崗岩でできた柱はカラカラ浴場の部材が転用されたという。天井の金箔で彩られた格天井は16世紀初頭の改修による。足元には大理石により装飾された床が整っており、身廊部分には信者のための席が用意されている。側廊には南北に複数の礼拝堂が並んでいる。
内陣にあたる部分には2段 + 3段の階段の先に祭壇天蓋に覆われた祭壇があり、祭壇前面にはイエスのイコンが配されている。祭壇に至る階段手前の右手には“ FONS OLEI ”の文字盤が見えるが（右図『内陣』図を拡大して確認されたい）、これは「油の泉」の意であり前掲の歴史節で述べた油の噴出した伝説の場所であることをアピールするものである。同様の油を表す文字は他にも“ OLEA SANCTA ”の装飾が配された壁面の幕屋装飾もある（ギャラリー参照）。
後陣の黄金のモザイクも重要で、最上部のドーム部にはキリストと、王冠を装備する聖母の図像『戴冠の聖母』が描かれ、その周囲には殉教者や献堂に携わったインノケンティウス2世らが並んでいる。その下には羊を挟んで、ピエトロ・カヴァリーニによる聖母の生涯を描いた図が窓を挟んで4枚、そして下段の17世紀のフレスコ画に挟まれた聖母子、パウロとペテロのモザイクと続く。 最下段は聖歌隊席がしつらえられている。

## 慈悲の聖母
サンタ・マリア・イン・トラステヴェレ聖堂には、上記の建築節であげた教会を彩るモザイクや絵画以外にも名物を所蔵している。左袖廊奥にある礼拝堂の祭壇に安置されているイコン『慈悲の聖母』は縦164 ｘ 横116センチメートルという規模のもので、その製作時期は705年 - 707年という古いものである。イコンの寄進者は当時の教皇ヨハネス7世である。大分痛みはひどいが、確認できる図像はいわゆる聖母子像であり、マリアの衣装は豪華絢爛なものである。
ちなみに現存はしないものの、これ以前にもサンタ・マリア・イン・トラステヴェレ聖堂にはとある聖母のイコンがあったらしい。伝説が語るところによればそのイコンは「自らその姿をなした - per se facta est 」、すなわち勝手にどこからともなく出現したという。このイコンについての記述は「640年頃の巡礼記や8世紀にローマで編纂されたギリシャ語写本に見られる」そうである。

## ギャラリー

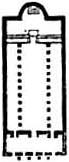
教会堂平面図。
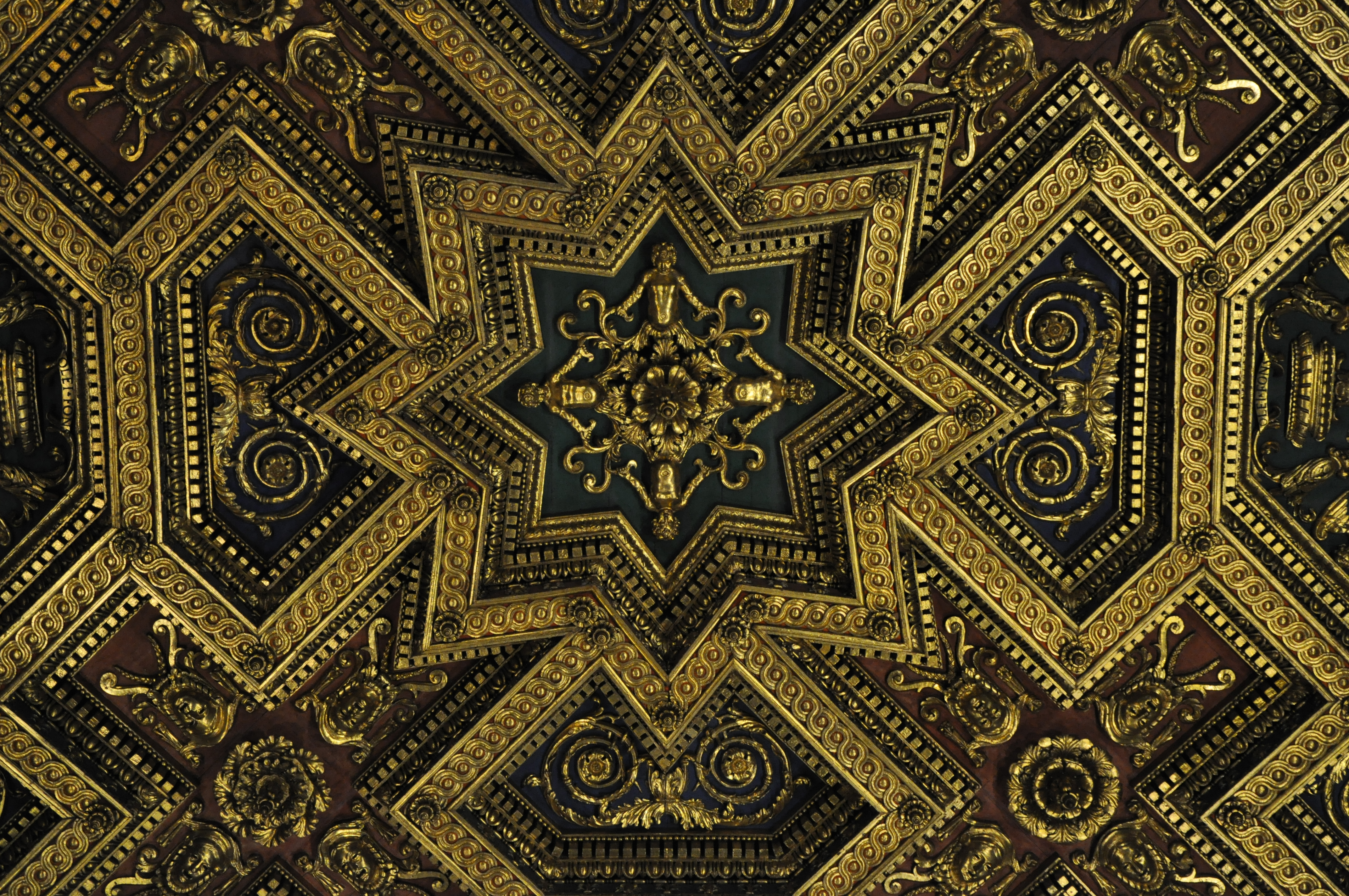
格天井。
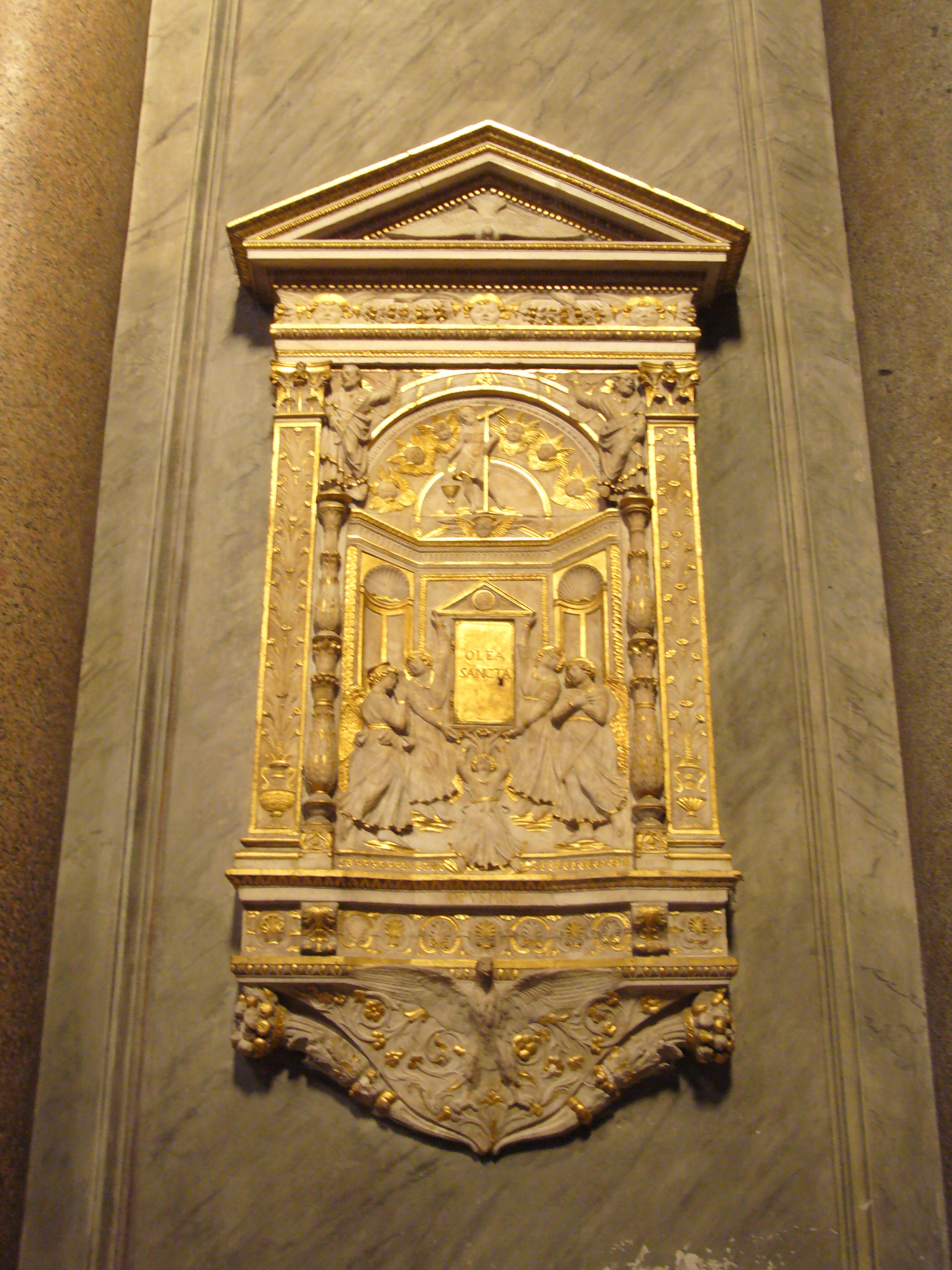
中央の金板部分に“ OLEA SANCTA ”のプレートを配した幕屋。
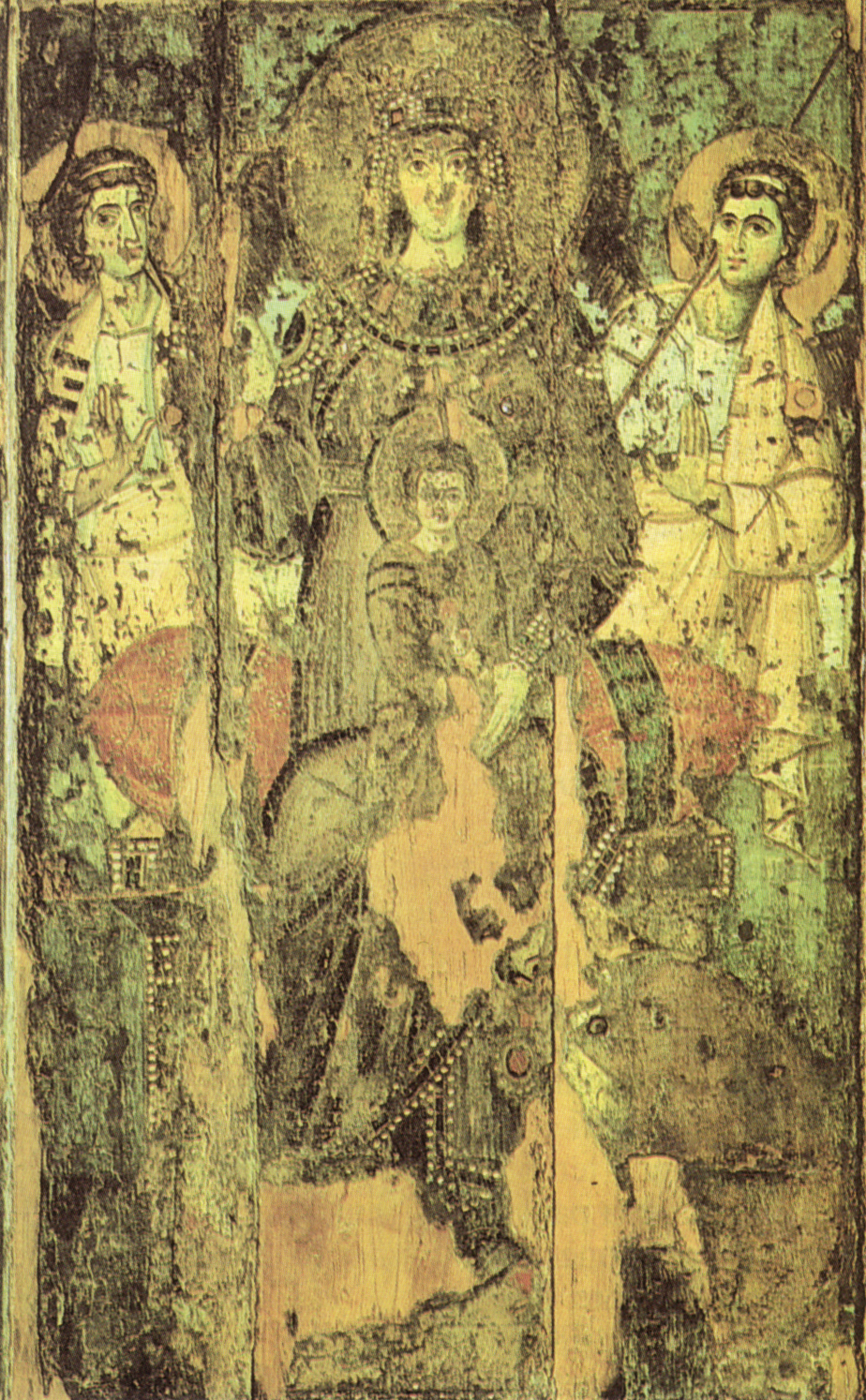
『慈悲の聖母』

## アクセス
トラステヴェレ通り (Viale di Trastevere) を通るトラム8号線の停留所 ベッリ広場 (Piazza Giuseppe Gioachino Belli) より西へ徒歩5分。